# بخش مرکزی شهرستان ثلاث باباجانی
بخش مرکزی شهرستان ثلاث باباجانی یکی از بخش‌های تابعه شهرستان ثلاث باباجانی واقع در استان کرمانشاه در غرب ایران است.

## تقسیمات کشوری
- بخش مرکزی
  - دهستان خانه‌شور
  - دهستان دشت حر

شهرها: تازه‌آباد

## جمعیت
بنابر سرشماری مرکز آمار ایران، جمعیت بخش مرکزی شهرستان ثلاث باباجانی در سال ۱۳۸۵ برابر با ۳۰۵۱۷ نفر بوده است.

## روستاها
روستاهای بخش مرکزی شهرستان ثلاث باباجانی:
- - دهستان خانه‌شور

ابسرخ
تاکانه
نگره
جاسوسکه
مزرعه هوله قوچالی
خدامروت
خسروباشه
ده شیخ
سرخه ده
کتکه
کلاه سیاه
کلاشی نهنگ
هماجگه
دستگردی
سرپان
شیخ صله
قالیچه
اسماعیل اقایی
مارگیر
نگه
خازنگ
بانی پاریاب
بانی هو
ده هوله سفلی
ده هوله علیا
سه تپان
ظلم سور
کیسله
وانی سر
شهرک میدان نمک
تله توت
پشتگور چقاماران
چقاماران برگور
حرمیان سفلی
حرمیان علیا
کانی خنجر
نیمه کاره کانی رش
هفت کانی
کانی رش
اشکی
بانی نار
جیور
گزنه
بخش نوخاص
سیاناب پرآب
علی خانی
- - دهستان دشت حر

ائینه وند
پالان علیا
پالان نرگس
چم زرشک علیا
حسن گاویار
دیوگه پالان
مرزلان محمدمراد
قوله رش والی
ده عباس
بستان اباد
تله توت
جنگله علیا
جوجار
چهاردیوار
خورین
درنه
زیارت تمرخان
قلقله
کانی بی خیره
گرم دره
گریشه سفلی
گوگرد
میدان طفلی
هاله سیاه
نوراباد
چم زرشک سفلی
چشمه مصطفی بیگ
انجیربوس سفلی
تازه ابادامین
کانی دانیال
پل علی اکبرخان
مله سهراب
چم لمه عثمان
چم زرشک اسپری
چم زرشک چقاویان گل مراد
قمان خدا نظر